# Giancarlo Lehner
Giancarlo Lehner (Roma, 6 dicembre 1943) è un giornalista, scrittore e storico italiano.

## Biografia
Laureato in lettere e filosofia, già assistente all'Università "La Sapienza" di storia della critica letteraria e storia della letteratura italiana, docente presso vari licei romani, in ultimo il “Virgilio” (sino al 1991), scrittore, storico, giornalista, fondatore con altri del mensile Nuova Polizia e Riforma dello Stato, già direttore de L'Avanti! e de Il Giusto Processo, è stato  deputato nella XVI legislatura con il Popolo della Libertà. Vive a Ladispoli (RM).
Il 1º settembre 2009 è stato eletto presidente del neonato movimento politico culturale denominato "Nuova Forza Italia for President" che ripercorre intellettualmente le idee liberali che costituirono "Forza Italia".
Il 24 marzo 2010, il presidente del Consiglio Silvio Berlusconi ha effettuato una telefonata durante un comizio elettorale a Polla (SA), per dare la sua approvazione e il suo totale sostegno a Nuova Forza Italia for President.
Il 18 febbraio 2011 annuncia il suo ingresso del gruppo parlamentare a sostegno della maggioranza di Iniziativa Responsabile: "Dopo una vita politicamente spericolata, ho messo la testa a posto. Dalla settimana prossima, a Montecitorio, sarò assiso sui banchi dei 'Responsabili' ", afferma in una nota con cui annuncia l'abbandono del gruppo parlamentare del Popolo della Libertà della Camera dei deputati.

## Condanne giudiziarie
A seguito di alcune accuse rivolte nei suoi scritti alla magistratura è stato condannato per diffamazione aggravata: la prima volta dal tribunale di Trento per il pamphlet, edito da Mondadori, Attentato al governo Berlusconi: articolo 289 Codice Penale, in cui effettuava riferimenti a iniziative della magistratura accostandole al reato di "Attentato agli organi Costituzionali"; la seconda volta, in seguito a un articolo pubblicato dal quotidiano il Giornale il 29 gennaio 2004 dal titolo Un'indagine malata e avente per oggetto un'istruttoria del pm milanese Ilda Boccassini: quale sanzione accessoria alla condanna, il tribunale di Brescia ha disposto la pubblicazione della sentenza emessa a carico di Lehner e dell'allora direttore responsabile Maurizio Belpietro sulla prima pagina de il Giornale del 27 aprile 2007, in corpo doppio rispetto ai normali caratteri tipografici, nello spazio normalmente riservato al fondo..

## Pubblicazioni
È autore, oltre che di numerosissimi articoli su riviste e quotidiani italiani (Panorama diretto da Giorgio Mulé, L'ircocervo - La Rivista della libertà, trimestrale di Politica, Economia, Storia, direttore Fabrizio Cicchitto, Libero quotidiano italiano fondato nel 2000 da Vittorio Feltri e dall'agosto 2009 diretto da Maurizio Belpietro, il Giornale quotidiano a tiratura nazionale dal 1979 di proprietà della famiglia Berlusconi e dal 1992 di Paolo Berlusconi, Il Roma uscito dal 2004 al 2009 in Campania in abbinamento obbligatorio con il Giornale, Il Tempo diretto da Mario Sechi, etc. etc.) dei seguenti volumi, alcuni antologizzati in testi scolastici per i licei e le Università:
- Idea di nazione in Italia e in Europa, Firenze 1973.
- Economia, politica e società nella prima guerra mondiale, Firenze 1974.
- Parola di generale, Milano 1975.
- Dalla parte dei poliziotti, Milano 1978.
- Turati e Gramsci per il socialismo, con L. Lagorio, Milano 1987.
- Il giorno che sconvolse l'Urss, Roma 1989.
- Palmiro Togliatti, biografia di un vero stalinista, Milano 1991.
- Dialoghi del terrore. I processi ai comunisti italiani in Unione sovietica (1930-1940), con F. Bigazzi, Firenze 1991.
- Borrelli, autobiografia di un inquisitore, non autorizzata, Milano 1995.
- Bergoglio. Da Cristo a Castro, 2023 ISBN 979-8867997908

Per i tipi della Mondadori:
- La strategia del ragno, Milano 1996 (vincitore del premio Fiuggi).
- Il caso Sergio Caneschi, Milano 1996.
- Attentato al governo Berlusconi, Milano 1997.
- Toga!Toga!Toga!, Milano 1998.
- Due pesi. Due misure, Milano 1999.
- La tragedia dei comunisti italiani. Le vittime del Pci in Unione sovietica, con F. Bigazzi, Milano 2000.
- Legittimo sospetto/Trent'anni di toghe rosse, Milano 2002.
- Storia di un processo politico. Giudici contro Berlusconi 1994-2002, Milano 2003.
- L'affare SME, Milano 2003.
- Prove di non colpevolezza, Milano 2004.
- Carnefici e vittime/I crimini del Pci in Unione sovietica, Milano 2006.
- Dall'utopia al cattivo gusto. L'Unità da Gramsci a Furio Colombo, con Lapo Lehner, Milano 2006.
- La famiglia Gramsci in Russia, Milano 2008 (premio Ignazio Silone 2009)
- Lenin, Stalin, Togliatti, con Francesco Bigazzi, Milano 2014.

In lingua russa:
- Effetto Berlusconi, con M. Sinitsyna, Olma Press, Mosca 2002.